# 1996 WZ1
1996 WZ1 är en asteroid i huvudbältet som upptäcktes den 24 november 1996 av Beijing Schmidt CCD Asteroid Program vid Xinglong-observatoriet.
Asteroiden har en diameter på ungefär 11 kilometer.